# Medikán Zorbas

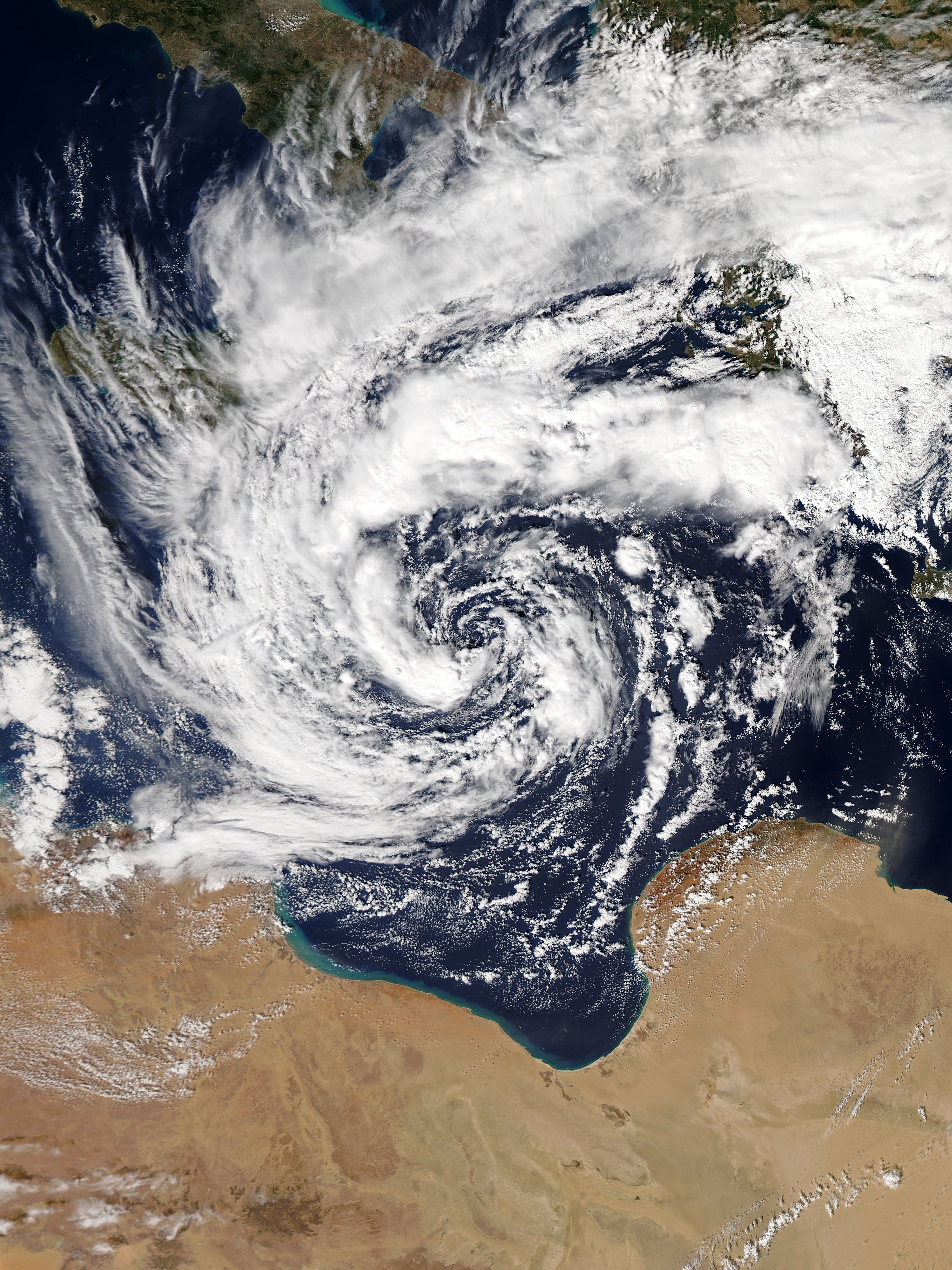
Medikán Zorbas kolem poledne 28. září

Zorbas, někdy také Zorba, byl medikán (výrazná cyklóna), která se na konci září 2018 zrodila poblíž pobřeží Libye a během následujících dnů zasáhla Řecko a Turecko. Její intenzitu podpořilo nadprůměrně teplé moře. Bouře si neoficiálně vyžádala jednu oběť.

## Postup
Večer 27. září se severozápadně od libyjského města Benghází začala vyvíjet cyklóna, jejíž východní část se oproti zbytku vertikálně lépe rozvíjela a začala produkovat blesky. Ve 20:00 SELČ byl naměřen minimální tlak 1004 hPa a vítr o nárazech 90 km/h. Bouřky, které se objevily na studené frontě, v noci 28. září zasáhly Krétu, avšak ráno začaly slábnout. Mezitím se střed cyklóny pohnul k severu až severozápadu a bouřková aktivita výrazně zintenzivněla. Do 8:00 SELČ minimální tlak v systému klesl na 995 hPa a nárazy větru se dostaly na hodnoty kolem 125 km/h (rychlost hurikánu 1. kategorie). Brzy odpoledne se v regionu Messénie na řeckém poloostrově Peloponés projevila slábnoucí část bouřkového pole, zatímco se střed cyklóny stále nacházel stovky km jihozápadně od této oblasti. Pozdě odpoledne se do Messénie a Lakónie dostaly další bouřky, tentokrát silnější a střed cyklóny se začal stáčet k severovýchodu. Ve 20:00 SELČ byl v systému naměřen minimální tlak 994 hPa a stejné nárazy větru jako v 8:00 SELČ. 29. září v 8:00 SELČ se střed cyklóny nacházel pouhých několik desítek km od pobřeží Peloponésu, kde už začaly vypadávat srážky. Minimální tlak se dostal na 993 hPa a nárazy větru klesly na 120 km/h. Ve 14:00 SELČ, když se Zorbas nacházel nad jihozápadním Peloponésem, tlak klesl na 987 hPa a nárazy větru stouply na 140 km/h. Dne 29. září se na Peloponésu vyskytly četné bouřky a na mnoha místech v důsledku medikánu zůstali lidé bez proudu. Při přechodu Peloponésu medikán výrazně ztratil na síle a ve 20:00 SELČ minimální tlak stoupl na 997 hPa a nárazy větru poklesly na 110 km/h.

## Následky
V centrálním a severním Peloponésu došlo k uzavření desítek silnic, které byly v důsledku intenzivních srážek zaplaveny. K záplavám také došlo ve městech Argos a Korint a v důsledku dešťů se vyskytly sesuvy půdy. Záchranáři evakuovali stovky lidí ze zatopených domů. K 30. září jsou pohřešovány 4 osoby. Jeden muž zemřel v Korintu při infarktu, když byl uvnitř svého auta uvězněn ve vodě.